# Balham
Balham é uma comuna francesa na região administrativa de Grande Leste, no departamento Ardenas. Estende-se por uma área de 1,78 km². Em 2010 a comuna tinha 158 habitantes (densidade: 88,8 hab./km²).